# Oberlauf Marscheider Bachtal
Das Naturschutzgebiet Oberlauf Marscheider Bachtal liegt auf dem Gebiet der kreisfreien Stadt Remscheid in Nordrhein-Westfalen, östlich des Stadtteils Remscheid-Lüttringhausen. Hier erstreckt es sich beidseitig der Autobahn A1 von der Garschager Heide im Südwesten bis nach Luckhausen im Nordosten an der Stadtgrenze zu Wuppertal.

## Bedeutung
Das Naturschutzgebiet Oberlauf Marscheider Bachtal ist seit dem 12. August 1999 per Verordnung der Bezirksregierung rechtskräftig und wird unter der Nummer RS-007 geführt. Es weist eine Größe von 30,34 ha auf und wird geprägt von offenen Grünlandflächen, die als Fettwiesen und -weiden, Brachen sowie in einem schmalen bachbegleitenden Saum als Feuchtgrünland ausgebildet sind. Im Nordosten grenzt auf Wuppertaler Stadtgebiet an das 36 ha große Naturschutzgebiet Marscheider Bachtal, das die Nummer W-005 trägt.
Die Schutzausweisung dient vor allem der Erhaltung des naturnahen Mittelgebirgs-Wiesenbaches Marscheider Bach. Die Biotopverbundfunktion und die Funktionsfähigkeit dieses Bachökosystems sollen im gesamten Gewässerverlauf gesichert und die an das Fließgewässersystem des Oberlaufes gebundenen Lebensgemeinschaften, insbesondere der Quellbereiche und Quellsiefen, erhalten und wiederhergestellt werden. Durch die Neuanlage von Amphibientümpeln und durch Amphibienleitsysteme in der Paarungszeit soll eine möglichst große Amphibien-Population aufgebaut werden. Der stark gefährdete Kammmolch hat in den Regenrückhaltebecken an der Beyenburger Straße noch ein Refugium zum Ablaichen gefunden. Ein weiteres Ziel der Schutzausweisung ist die Erhaltung der bachbegleitenden Grünlandflächen wie Grünlandbrachen, Nass- und Feuchtgrünländer, der Röhrichtsäume, der Uferhochstaudenfluren, des Großseggen- und Kammseggenriedes sowie die Erhaltung und Entwicklung dieser bachbegleitenden Lebensräume für aquatische und terrestrische Lebensgemeinschaften. Ferner erstreckt sich der Schutzzweck des Naturschutzgebietes auch auf die Erhaltung und Wiederherstellung der östlich des Marscheider Baches gelegenen naturnahen, bodenständigen Laubwaldbestände. Das Naturschutzgebiet Oberlauf Marscheider Bachtal zeichnet sich insgesamt durch seine besondere Eigenart und Schönheit der Fläche aus.

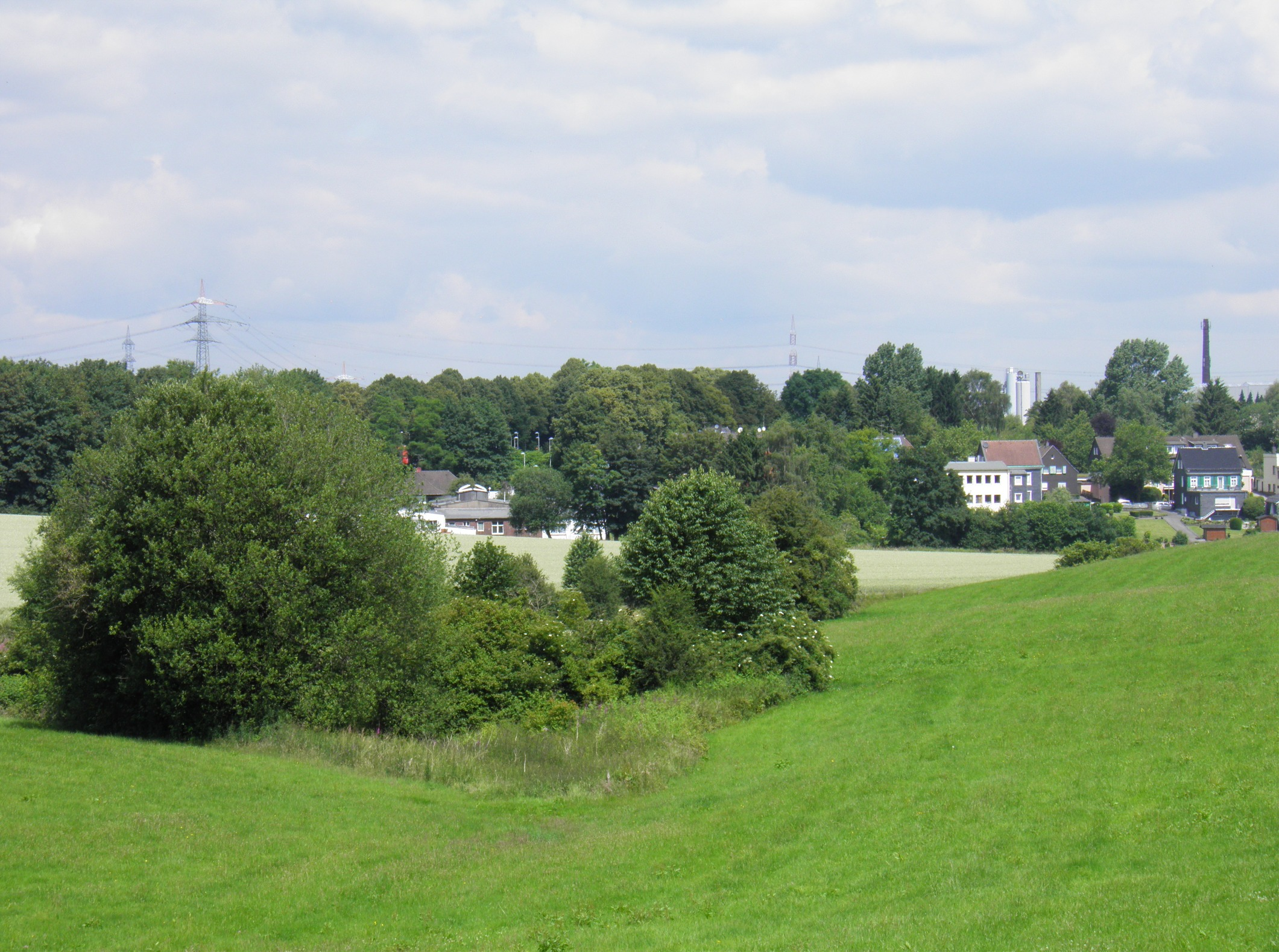
Quellgebiet des Marscheider Baches
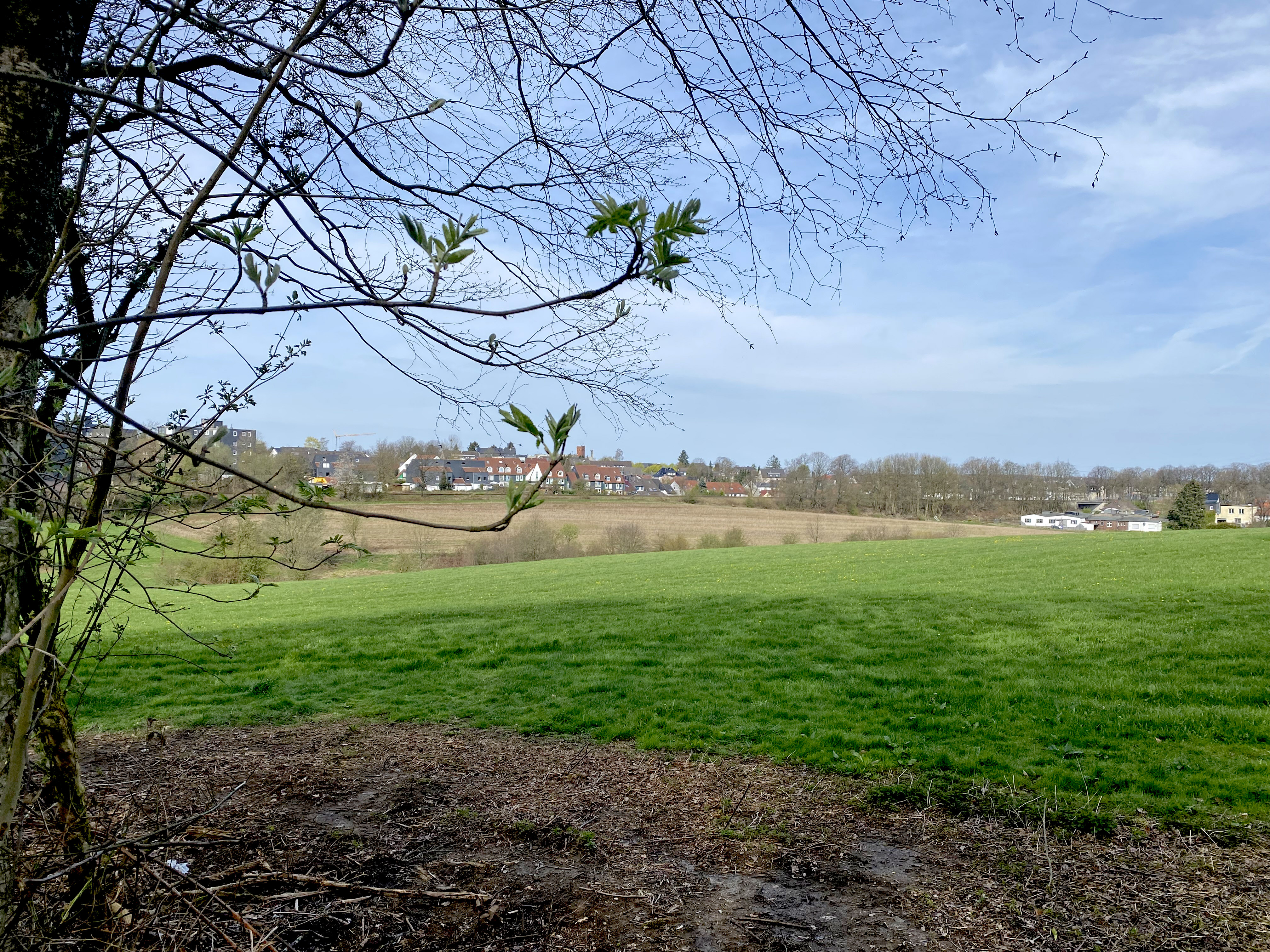
Quellgebiet Marscheider Bach in der Garschager Heide
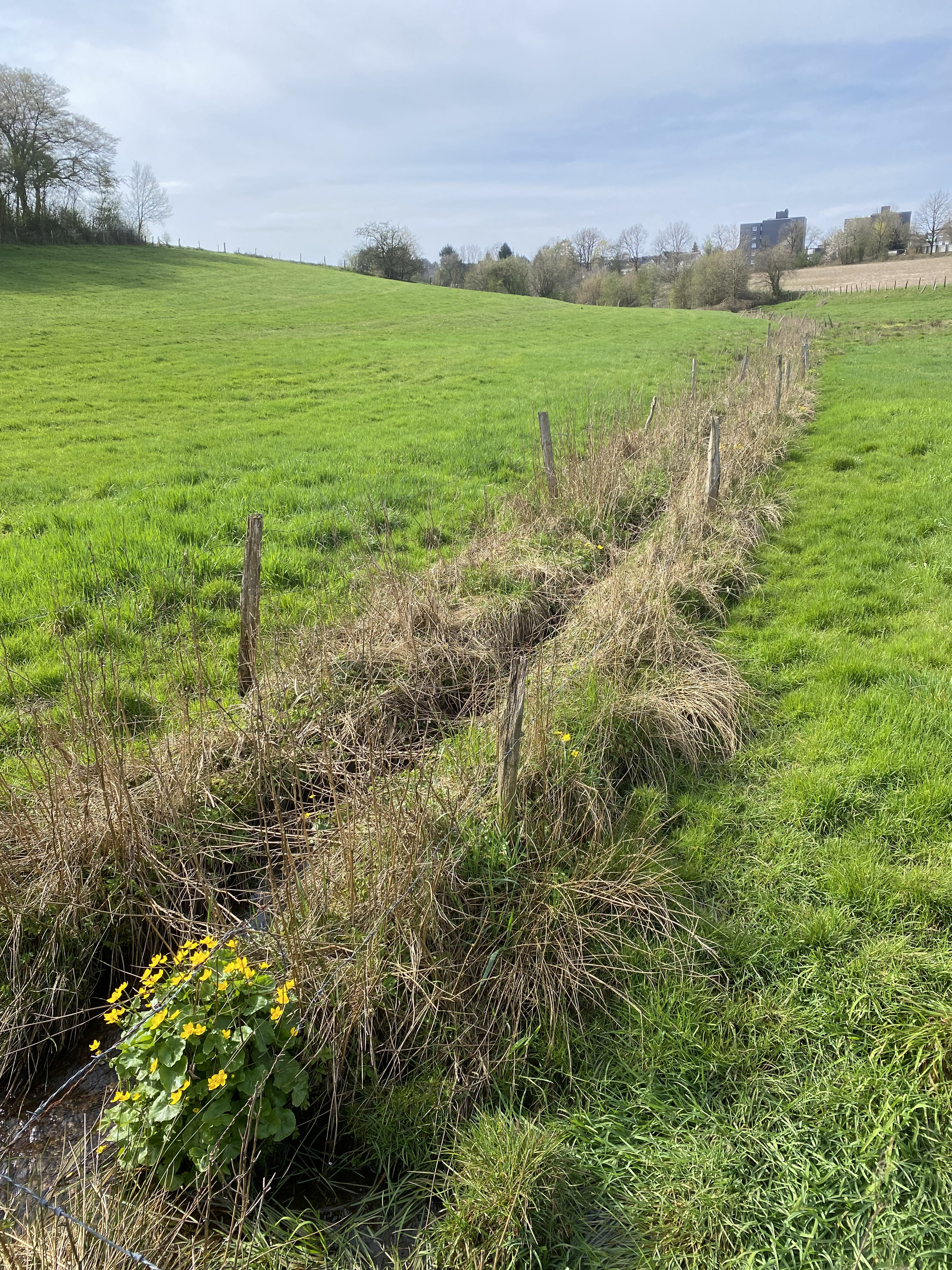
Marscheider Bach
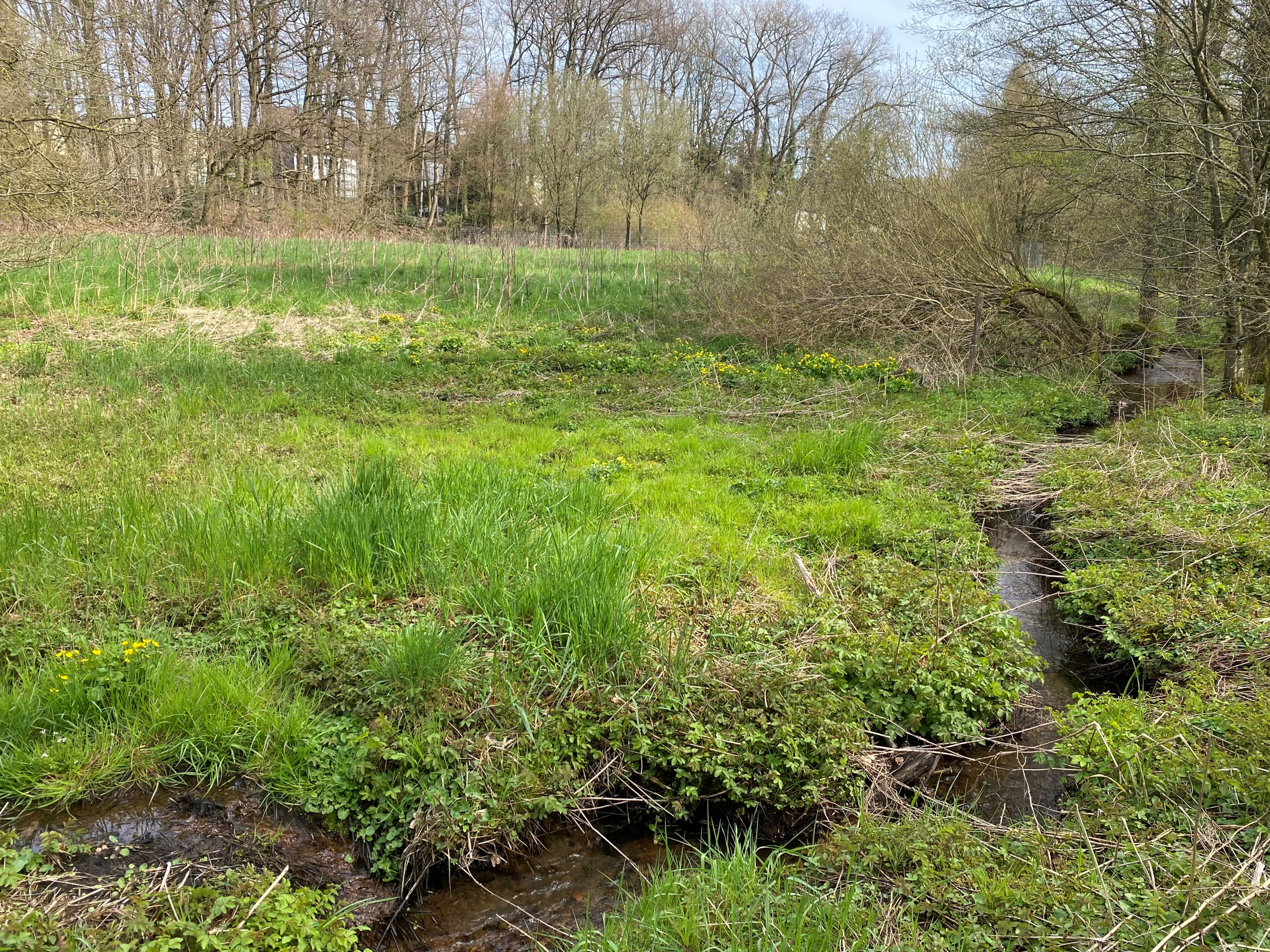
Sumpfwiese in der Aue des Marscheider Baches
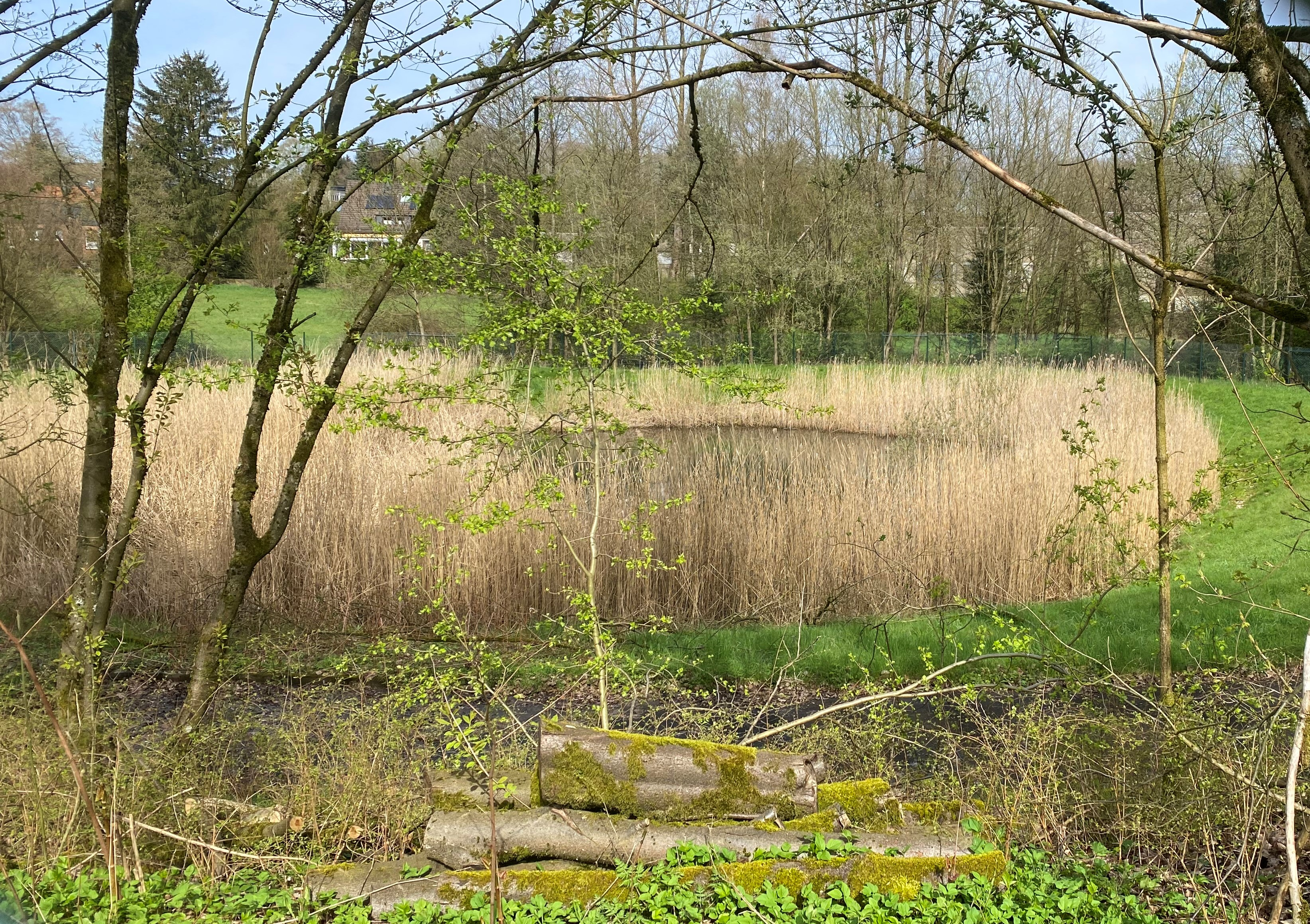
Regenrückhaltebecken mit Schilfgürtel – Laichbiotop des Kammmolchs
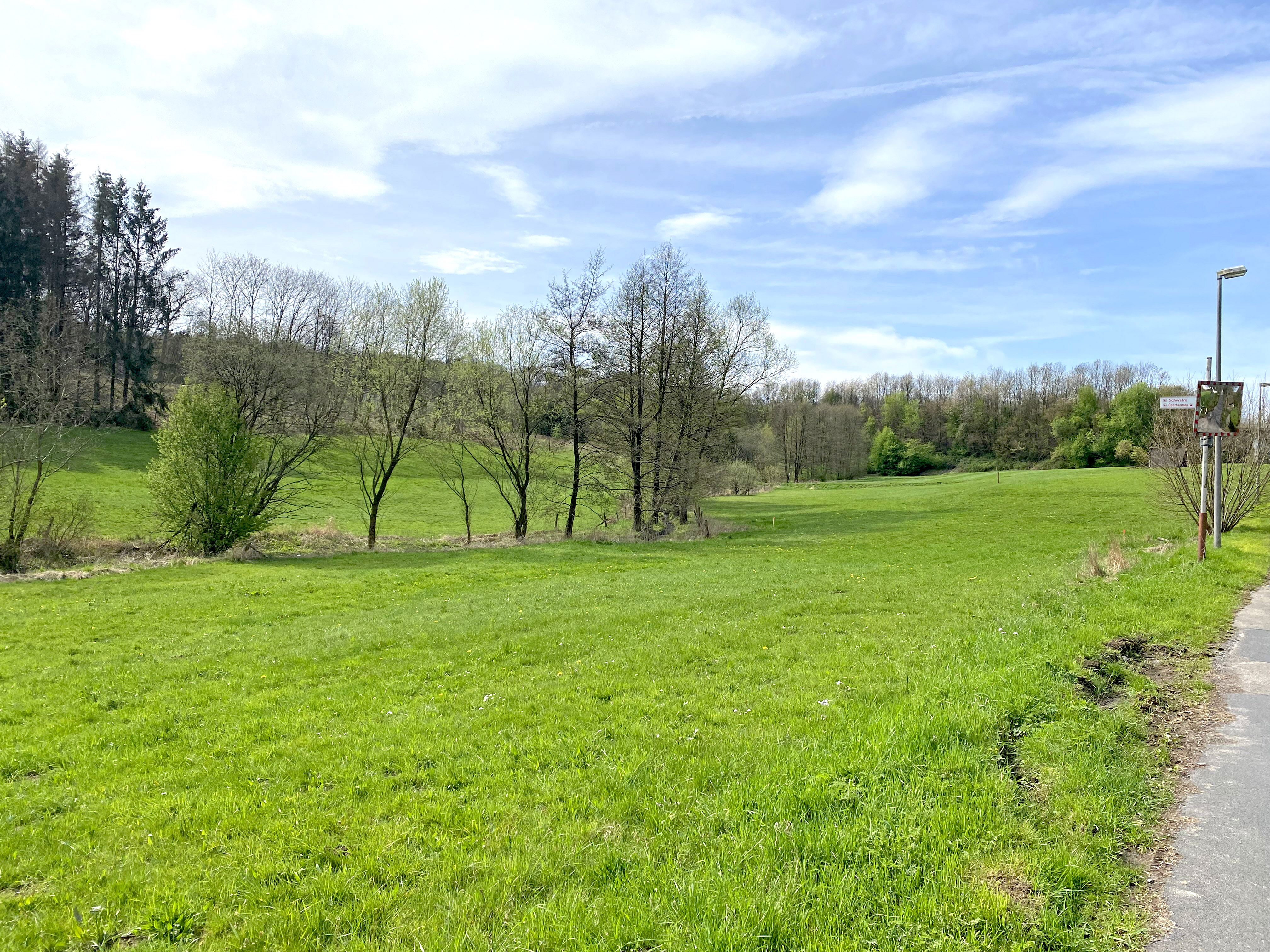
Marscheider Bachtal bei Luckhausen